# Adriana Dadci
Adriana Dadci-Smoliniec (ur. 9 kwietnia 1979 w Gdyni) – polska judoczka, mistrzyni Europy, olimpijka z Aten. 

## Kariera sportowa
Jej trenerami są Radosław Laskowski i Marek Adam. Ma 175 cm wzrostu i waży 70 kg. Posiada stopień mistrzowski judo 1 dan i klasę sportową MM. 
Do trenowania judo nakłonił ją, pochodzący z Algierii, ojciec. Jest żoną Pawła Smolińca, także reprezentanta Polski w judo.
Zawodniczka klubu AZS-AWFiS Gdańsk.

## Osiągnięcia
- Mistrzostwa Europy 2002
- Mistrzostwa Europy  2001
- Igrzyska Olimpijskie w Atenach - 1/16 finału
- medalistka mistrzostw Polski[2]:
  -  w latach: 2000 (kat. 70 kg), 2001, 2002 (kat. 70 kg i open), 2003, 2004 (kat. 70 kg)
  -  w latach: 1998, 1999 (kat. 70 kg)
  -  w latach: 1995 (kat. 66 kg), 1997 (kat. 72 kg), 2003 (kat. open)